# Modern femkamp vid olympiska sommarspelen 1960
Resultat från tävlingarna i modern femkamp vid olympiska spelen 1960. 

## Medaljörer
| Spel                     | Guld                                         | Silver                                                  | Brons                                       |
| Individuellt Detaljer... | Ferenc Németh Ungern                         | Imre Nagy Ungern                                        | Robert Beck USA                             |
| Lag Detaljer...          | Ungern Ferenc Németh Imre Nagy András Balczó | Sovjetunionen Igor Novikov Nikolay Tatarinov Hanno Selg | USA Robert Beck George Lambert Jack Daniels |

## Medaljtabell
| Pl. | Nation        | Guld | Silver | Brons | Totalt |
| --- | ------------- | ---- | ------ | ----- | ------ |
| 1   | Ungern        | 2    | 1      | 0     | 3      |
| 2   | Sovjetunionen | 0    | 1      | 0     | 1      |
| 3   | USA           | 0    | 0      | 2     | 2      |

## Deltagande nationer
| - Argentina (3) - Australien (3) - Österrike (3) - Belgien (1) - Brasilien (3) - Danmark (1) - Finland (3) - Frankrike (3) - Tyskland (3) - Storbritannien (3) - Ungern (3) - Italien (3) | - Japan (2) - Mexiko (3) - Marocko (2) - Polen (3) - Sydafrika (1) - Sovjetunionen (3) - Spanien (2) - Sverige (3) - Schweiz (3) - Tunisien (3) - USA (3) |